# 井上鉄勇
井上 鉄勇（いのうえ てつお）は日本の脚本家。

## フィルモグラフィ
- 最強極道伝説　極鬼 (2011年)
- 修羅のみち8　大阪最終血戦 (2003年)
- 修羅のみち7　暴力金融列島 (2003年)
- 修羅のみち5　東北殺しの軍団 (2002年)
- 修羅のみち4　北九州代理戦争 (2002年)
- 修羅のみち2　関西頂上決戦 (2001年)
- 修羅のみち　(2001年)
- 修羅がゆく9　北海道進攻作戦 (1998年) - 脚色
- ピイナッツ -落華星- (1996年)
- なにわ遊侠伝　(1995年)

| スタブアイコン | サブスタブ | この項目は、まだ閲覧者の調べものの参照としては役立たない、人物に関連した書きかけの項目です。この項目を加筆・訂正などしてくださる協力者を求めています（P:人物伝/PJ:人物伝）。 |